# Жимон
Жимо́н (фр. Gimont) — коммуна во Франции, находится в регионе Юг — Пиренеи. Департамент — Жер. Административный центр кантона Жимон. Округ коммуны — Ош.
Код INSEE коммуны — 32147.

## География
Коммуна расположена приблизительно в 600 км к югу от Парижа, в 50 км западнее Тулузы, в 24 км к востоку от Оша.
По территории коммуны протекают реки Жимон и Маркау.

## Климат
Климат умеренно-океанический. Лето жаркое и немного дождливое, температура часто превышает 35 °С. Зимой часто бывает отрицательная температура и ночные заморозки. Годовое количество осадков — 700—900 мм.

## Население
Население коммуны на 2010 год составляло 2815 человек.
| 1962 | 1968 | 1975 | 1982 | 1990 | 1999 | 2010 |
| ---- | ---- | ---- | ---- | ---- | ---- | ---- |
| 2506 | 2878 | 2867 | 2950 | 2819 | 2741 | 2815 |

## Администрация
| Период | Период | Фамилия          | Партия | Примечания |
| ------ | ------ | ---------------- | ------ | ---------- |
| 1945   | 1971   | Леон Абади       |        |            |
| 1971   | 1989   | Габриэль Дюбарри |        |            |
| 1989   | 2001   | Жан-Жозеф Кутан  |        |            |
| 2001   | 2020   | Пьер Дюффо       |        |            |

## Экономика
В 2010 году среди 1591 человека трудоспособного возраста (15-64 лет) 1221 были экономически активными, 370 — неактивными (показатель активности — 76,7 %, в 1999 году было 72,9 %). Из 1221 активных жителей работали 1097 человек (547 мужчин и 550 женщин), безработных было 124 (60 мужчин и 64 женщины). Среди 370 неактивных 120 человек были учениками или студентами, 148 — пенсионерами, 102 были неактивными по другим причинам.

## Достопримечательности
- Аббатство Плансельв[фр.] (XII век)
- Церковь Успения Божьей Матери (XIV век). Исторический памятник с 1939 года[4]
- Часовня Нотр-Дам
- Замок Фонтиниль (XVIII век). Исторический памятник с 1999 года[5]
- Крытый рынок (XIII век). Исторический памятник с 1978 года[6]
- Дом XIV века. Исторический памятник с 1960 года[7]

## Фотогалерея
- Жимон
- Мэрия
- Аббатство Плансельв
- Церковь Успения Божьей Матери
- Интерьер церкви Успения Божьей Матери
- Часовня Нотр-Дам
- Крытый рынок
- Река Жимон